# Return to the Sea
Return to the Sea è il primo album in studio degli Islands. È stato pubblicato dalla Equator Records il 4 aprile 2006.  Rough Gem è stato pubblicato come singolo dall'album. La versione rimasterizzata dell'album è stata rilasciata l'11 novembre 2016.

## Accoglienza
Metacritic, che assegna un punteggio medio ponderato su 100 alle recensioni, ha dato all'album un punteggio medio di 80 basato su 18 recensioni, indicando "recensioni generalmente favorevoli".
Tim Sendra di AllMusic ha dato all'album 4 stelle su 5, dicendo: «Nel loro disco di debutto, Return to the Sea, gli Islands di Montreal hanno realizzato un album dal suono ricco, emozionante ed emotivamente profondo che porta lo spirito e il suono a ruota libera del Unicorns così come quello delle band Elephant 6 della fine degli anni '90». John Motley di Pitchfork ha dato all'album un 8,4 su 10, definendolo «una raccolta tentacolare e meravigliosa di canzoni pop che attinge da fonti disparate come calypso, country e hip-hop».
No Ripchord lo ha inserito al numero 10 della lista "I 50 migliori album del 2006".

## Tracce
1. Swans (Life After Death) – 9:31
2. Humans – 4:58
3. Don't Call Me Whitney, Bobby – 2:31
4. Rough Gem – 3:36
5. Tsuxiit – 3:05
6. Where There's a Will There's a Whalebone – 3:56
7. Jogging Gorgeous Summer – 2:48
8. Volcanoes – 5:26
9. If – 4:31
10. Ones – 5:40
11. Renaud (hidden track) – 9:38